# Matrimonio igualitario en Utah
El matrimonio igualitario en Utah fue legalizado el día 20 de diciembre de 2013 mediante una sentencia de la Cortes de Distrito de los Estados Unidos por Utah. Tras el fallo de la corte federal, decenas de parejas del mismo sexo obtuvieron licencias de matrimonio y un gran número pudo casarse. A la Oficina del Fiscal General del estado de se le concedió un aplazamiento a la sentencia por la Corte Suprema de los Estados Unidos el 6 de enero de 2014, mientras que el Tribunal de Circuito 10 de Apelaciones en Denver considera el caso. Los matrimonios del mismo sexo realizados en el estado antes de que la estancia fuera emitida se fijan para ser reconocidos el 9 de junio de 2014.
Utah es el 18° estado en EE. UU. en reconocer el matrimonio entre personas del mismo sexo, así como el Distrito de Columbia, y el estado políticamente más conservador en hacerlo. Es el primer estado en reconocer el matrimonio entre personas del mismo sexo que votó por los republicanos en ambas elecciones presidenciales de 2008 y 2012.
Los matrimonios entre personas del mismo sexo que se realizaron en diciembre de 2013 y enero de 2014 en el estado están reconocidos por el Gobierno Federal, pero el 18 de julio de 2014 la Corte Suprema de los Estados Unidos suspendió una decisión que requería que el estado de Utah reconociera dichos matrimonios. La Corte Suprema de los Estados Unidos rechazó la apelación del estado de Utah el 6 de octubre de 2014, requiriendo que Utah otorgue una licencia y reconozca los matrimonios entre personas del mismo sexo.